# بر عشق ما می‌بارد
بر عشق ما می‌بارد (سوئدی: Det regnar på vår kärlek) فیلمی در ژانر درام به کارگردانی اینگمار برگمان است که در سال ۱۹۴۶ منتشر شد. از بازیگران آن می‌توان به گونار بیورنستراند اشاره کرد. این فیلم در سایت imdb توانسته نمره‌ی ۶/۶ را کسب کند.